# Anne Joutel
Anne Joutel, née le 20 mars 1965, est une neurologue et neuroscientifique française, directrice de recherche à l'Institut de psychiatrie et neurosciences de Paris. En 2019, avec trois collègues, elle reçoit le prix international de recherche sur le cerveau de la Fondation Lundbeck (appelé aussi le Prix Brain), le plus grand prix décerné pour la recherche sur le cerveau.

## Formation initiale
Anne Joutel devient docteur en médecine à l'université Paris-Diderot avec une spécialisation en neurologie. Elle obtient un doctorat en neurosciences de l'université Pierre-et-Marie-Curie en 1996,.

## Carrière
Anne Joutel est nommée chargée de recherche à l'Institut national de la santé et de la recherche médicale (INSERM) en 1998. À partir de 2000, elle mène des recherches à la faculté de médecine de l'hôpital Lariboisière dont elle devient la directrice. Elle est actuellement directrice de recherche à l'Institut de psychiatrie et neurosciences de Paris de l'université Paris-Descartes (qui fait désormais partie de l'université Paris-Cité). L'Institut se compose d'une équipe multidisciplinaire de plus de 150 chercheurs travaillant sur le neurodéveloppement et la psychiatrie ; le système neurovasculaire ; l'imagerie multi-échelle ; les neurosciences translationnelles et les mécanismes moléculaires et cellulaires dans le cerveau vieillissant,,.

## Honneurs et récompenses
- 2019 : Prix Brain (partagé avec Elisabeth Tournier-Lasserve, Hugues Chabriat et Marie-Germaine Bousser)[4].
- 2001 : Prix Anita Harding, European Society of Neurology.
- 2000 : Prix Jeune chercheur Jean Valade,Fondation de France.
- 1997 : Prix Hélène Anavi, Fondation Jean Dausset-CEPH.
- 1996 : Prix Clara et Victor Soriano, Académie nationale de médecine.